# Ruda-Krehivska, Jovkva
Ruda-Krehivska (în ucraineană Руда-Крехівська) este un sat în comuna Krehiv din raionul Jovkva, regiunea Liov, Ucraina.

## Demografie
Componența lingvistică a localității Ruda-Krehivska
     Ucraineană (100%)
Conform recensământului din 2001, toată populația localității Ruda-Krehivska era vorbitoare de ucraineană (100%).